# Nintendo Gigaleak
La filtración datos de Nintendo, también conocida como Nintendo Gigaleak, es una serie de filtraciones de datos de la empresa japonesa de videojuegos Nintendo en el sitio web 4chan. La filtración comenzó en marzo de 2018, pero se volvió más prominente en 2020. Diez conjuntos principales de datos filtrados en 4chan, que van desde el código fuente del juego y la consola hasta la documentación interna y las herramientas de desarrollo. El nombre "Gigaleak" se refiere principalmente a la segunda filtración del 24 de julio de 2020, que tenía un tamaño de 3 gigabytes. Se cree que las filtraciones provienen de empresas contratadas por Nintendo para el diseño de estas consolas, y las personas previamente condenadas por intrusión en los sistemas de Nintendo. También se produjo una filtración anterior, mucho más pequeña en 2018, que contenía las demostraciones de Nintendo Space World 1997 para Pokémon Gold y Silver.
Las filtraciones son famosas por el gran tamaño y la cantidad de material interno filtrado; Los periodistas de videojuegos describieron la magnitud de las filtraciones como sin precedentes y sugirieron que podrían tener efectos significativos para la piratería además de las cuestiones legales planteadas por la filtración. En junio de 2022, Nintendo reconoció las filtraciones y aseguró un aumento en su seguridad general.

## Trasfondo
Nintendo es una empresa agresiva para garantizar que su propiedad intelectual tanto en hardware como en software esté protegida. En un caso notable, Nintendo, con la ayuda de la Oficina Federal de Investigaciones de E.E U.U., buscó una acción legal contra Ryan Hernandez, el hacker que se infiltró en la base de datos interna de Nintendo para filtrar los planes de los juegos y el hardware que Nintendo planeaba anunciar para las próximos convenciones como Electronic Expo Entretenimiento. En enero de 2020, Hernandez se declaró culpable de robar la información de Nintendo.

## Filtraciones
A partir de marzo de 2018, comenzó a difundirse información sobre una gran cantidad de datos robados de los servidores de Nintendo que los grupos de hackers filtraron a través del sitio web anónimo de tablón de imágenes de 4chan. Las filtraciones comenzaron con lanzamientos más pequeños, como las ROM de iQue Player y los primeros diseños de Pokémon. Las filtraciones comenzaron a ganar fuerza significativa a principios de mayo de 2020, cuando apareció en línea el código fuente de las consolas de Nintendo. Debido a que el material filtrado incluía especificaciones relacionadas con la Wii, la empresa BroadOn, que Nintendo había contratado para ayudar a diseñar la consola, fue identificada como una fuente potencial de las filtraciones. Otra posible fuente fue Zammis Clark, un empleado de Malwarebytes y hacker que en 2019 se declaró culpable y fue sentenciado a 15 meses de prisión por infiltrarse en los servidores de Microsoft y Nintendo entre marzo y mayo de 2018. Según un informe del periodista Jeremy Kirk de Bank Info Security, Clark envió los datos que robó a varios de sus conocidos, quienes posteriormente comenzaron a filtrar la información en 4chan. Según Kirk, Nintendo probablemente sabía que el material eventualmente se filtraría. Se pueden encontrar más pruebas para respaldar que la fuente sea Clark en las fechas de modificación de algunos archivos publicados, con fecha de marzo y mayo de 2018, el mismo período de tiempo al que Clark supuestamente tuvo acceso.
A finales de julio de 2020, se publicó un segundo conjunto de datos filtrados de varios gigabytes. Periodistas y fanáticos de Nintendo llamaron a esta filtración "Gigaleak". La filtración comprendía información sobre las consolas Super Nintendo Entertainment System y Nintendo 64 y sus juegos, incluidos prototipos y datos relacionados con Star Fox y Star Fox 2, cuya veracidad fue confirmada por el programador de Nintendo, Dylan Cuthbert. La filtración también contenía archivos personales de los desarrolladores, lo que generó preocupaciones sobre la privacidad según cómo se compartió la información. Bleeping Computer le dio crédito a maia arson crimew por la filtración, pero le dijo a Tom's Guide que no se originó con ella.
En la primera semana de septiembre de 2020, se filtró un tercer conjunto de información más pequeño en 4chan. Las filtraciones consistieron en documentos de dos modelos de GameCube inéditos. El primer modelo parecía ser una versión de consola híbrida de GameCube similar a Nintendo Switch, equipada con una pantalla incorporada y capaz de conectarse a un televisor a través de una estación de acoplamiento. También se filtró una copia de seguridad del repositorio de hardware de Wii (nombre en código "Tako", más tarde "Vegas" por ATi), con fecha del 23 de mayo de 2006. Este repositorio contenía un diagrama de bloques para una versión portátil de Wii, archivos Verilog para versiones casi finales de los componentes de Wii y una propuesta de ATI de 2003 para una consola que renderizaría de forma nativa juegos en resoluciones de video HD similares a Xbox 360 y PlayStation. 3, incluye ranuras para tarjetas SD y de memoria, cuyo lanzamiento estaba tentativamente programado para Navidad de 2005. Este conjunto de datos también contenía una imagen de disco del disco de inicio de Wii perdido anteriormente, un disco enviado con las primeras unidades de Wii para instalar el firmware.
Se filtró un cuarto conjunto de información en 4chan en la segunda semana de septiembre de 2020 (denominado como "Gigaleak 3" según los fanáticos y periodistas de Nintendo debido a que su tamaño está a la par con el segundo conjunto de datos filtrados). Este conjunto contiene los documentos internos de Wii Sports y Wii Sports Resort, el código fuente de la ROM de arranque de Nintendo DSi y algunas aplicaciones de DSi, y un lote de ROM de Game Boy y Game Boy Color que contiene juegos lanzados e inéditos para Game Boy y Game Boy Color junto con su prototipo y versiones localizadas inéditas. Uno de esos juegos es el Pokémon Picross cancelado para Game Boy Color que, antes de la filtración, solo se había visto en las revistas japonesas de juegos en 1999.
Un quinto conjunto de información se filtró en 4chan el 30 de septiembre de 2020. Este conjunto contiene las ROM de depuración y demostración para Pokémon Ranger, Pokémon Mystery Dungeon: Blue Rescue Team y Red Rescue Team y Pokémon FireRed y LeafGreen, herramientas internas para Nintendo 3DS y un lote de ROM de Famicom Disk System que contiene juegos lanzados e inéditos. Uno de los cuales fue un puerto inédito de Balloon Fight para Famicom Disk System que Nintendo nunca había anunciado oficialmente durante la vida útil de Famicom Disk System.
Se filtraron varios conjuntos en octubre de 2020. El sexto conjunto de información se filtró el 17 de octubre de 2020 y contiene el repositorio Git de Pokémon Sol y Luna y sus relanzamientos actualizados, así como una versión anterior del menú de inicio de Wii. El séptimo conjunto de información se filtró el 21 de octubre de 2020 y contenía dos archivos zip protegidos con contraseña que luego se descubrió que contenían dos compilaciones de depuración de Pokémon Sword con fecha de marzo de 2018 y diciembre de 2017, respectivamente. Las construcciones parecen haberse basado en Pokémon: ¡Vamos, Pikachu! y ¡Vamos, Eevee!, con activos relacionados que se encuentran dentro de las compilaciones. El octavo conjunto de información se filtró el 22 de octubre de 2020 y contenía otros dos archivos zip divididos protegidos con contraseña que luego se descubrió que eran una versión de depuración de Pokémon Sword de mayo de 2018.
Se filtró un noveno conjunto de datos en diciembre de 2020, que se centró principalmente en los primeros diseños de prototipos de Nintendo Switch y un SDK preliminar para la unidad. Aunque el nombre de Nintendo Switch se finalizó en 2014, este diseño inicial tenía una potencia más cercana a la 3DS, tenía una pantalla circular y se conectaba a los televisores a través de una conexión inalámbrica en lugar de una estación de acoplamiento. La filtración también contenía información sobre la vigilancia de Nintendo y los intentos de contratar a un hacker belga que estaba activo en la escena homebrew de 3DS. Junto a esto, se filtró el código fuente de la ROM de arranque de Switch, incluidas ambas revisiones de hardware.
En julio de 2021 se filtró un décimo conjunto de datos que contenía el código fuente del programa Wii Service, depuración y prototipos de Pokémon X e Y, Pokémon Esmeralda, Pokémon Diamante y Perla, Pokémon: ¡Vamos Eevee!, el repositorio de desarrollo completo para el iQue Box cancelado (un sucesor del iQue basado en GameCube y los archivos relacionados de GameCube), una copia de seguridad de correo electrónico personal de un gerente de Nintendo SPD de 2002 a 2006 y documentos para sistemas como Wii y el lector de tarjetas de juego de Nintendo Switch, incluidos los primeros diseños del Wii Remote. También se filtraron las primeras imágenes con enemigos, jefes, NPC, potenciadores y objetos en New Super Mario Bros. Estas primeras capturas de pantalla incluyen un Bob-omb temprano que mira a Mario y un Boo con su boca es diferente.

### Filtración de Game Freak
En octubre de 2024, más de tres años después de la última filtración, se filtró un undécimo conjunto de datos, esta vez centrado en activos de Game Freak relevantes para la franquicia Pokémon. Game Freak confirmó la legitimidad de la filtración poco después, afirmando que en agosto había tenido lugar un "acceso no autorizado a nuestros servidores por parte de un tercero". La filtración, conocida coloquialmente como "Teraleak" en referencia al "Gigaleak" anterior, incluye entre otras cosas, materiales como código fuente, arte conceptual, recursos temporales, escritos extensos sobre la historia de la serie y reuniones de la empresa sobre adaptaciones multimedia actuales y futuras. El material filtrado también incluye supuestos nombres en clave de futuros videojuegos de Pokémon y el sucesor planificado de laNintendo Switch, así como información personal de varios trabajadores de Game Freak. La filtración de datos ha atraído mucha atención en línea debido a un archivo de texto que detalla un mito popular dentro del universo Pokemon en el que un Typhlosion, un Pokemon de la serie, con características antropomórficas, secuestra, se casa y concibe un hijo con una niña.

## Datos

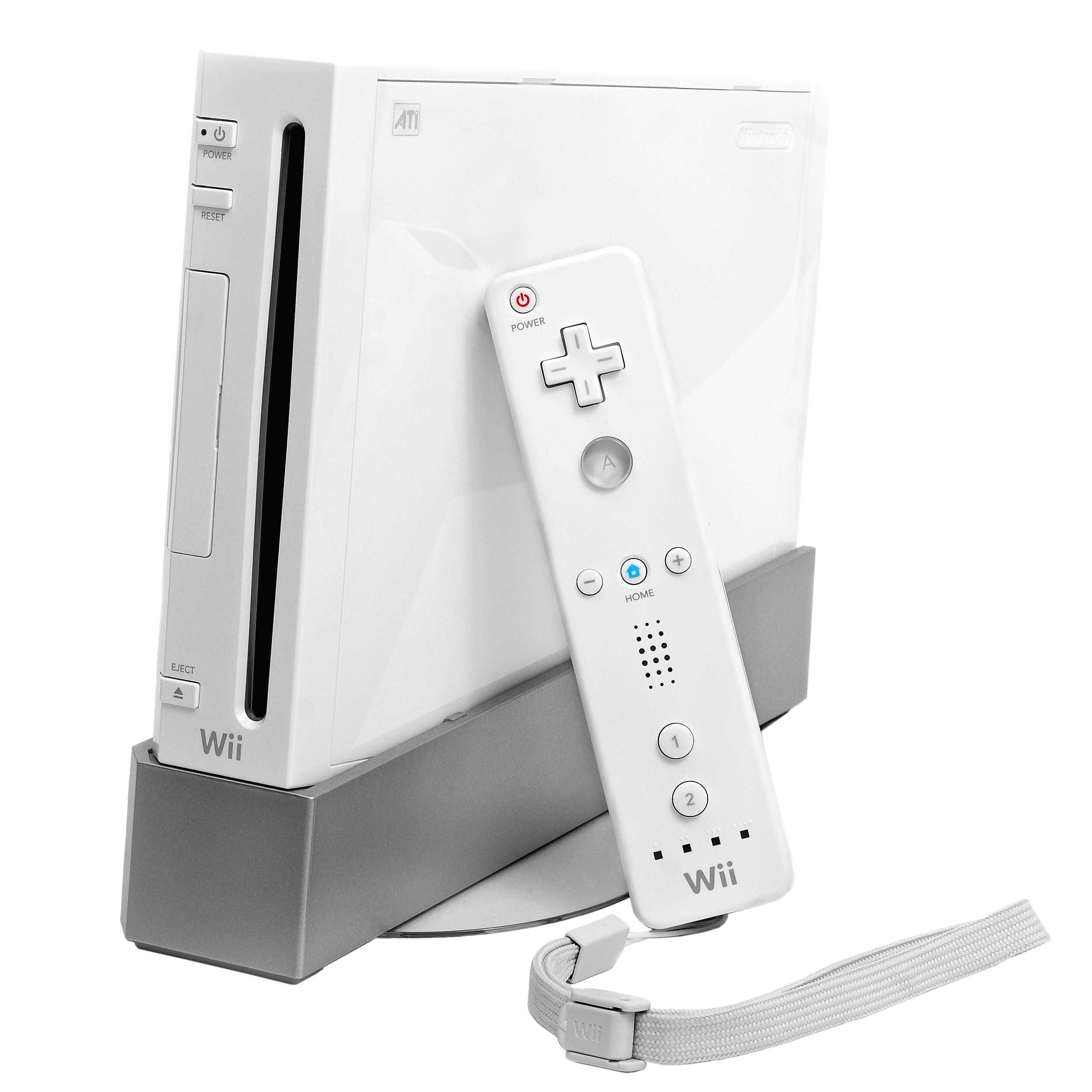
Las filtraciones incluían el código fuente relacionado con varias consolas de Nintendo, como la Wii (en la foto).

Se estima que los datos filtrados superan los dos terabytes, aunque solo se habían publicado tres gigabytes hasta el 4 de mayo de 2020. El material más antiguo data de finales de la década de 1980. Las fugas incluyen:
- Código fuente relacionado con las consolas N64, GameCube y Wii.[32]
- Repositorios de desarrollo para Game Boy Color Boot ROM y Game Boy Advance BIOS.[34]
- Demostraciones de tecnología N64 que prueban el hardware del sistema.[33]
- Un repositorio de desarrollo para el periférico NetCard cancelado para Game Boy Advance.[34]
- Material de depuración, prototipos, código fuente y primeros diseños de los videojuegos de Pokémon, que se remontan a las entregas de Game Boy.[35][36]
- Un concepto para un juego Pokémon MMO en línea, propuesto por iQue y basado en FireRed y LeafGreen.[37]
- Un emulador oficial de Game Boy.
- Un repositorio de desarrollo para el emulador de Nintendo DS "Ensata".[34]
- Gráficos sin procesar para muchos juegos de SNES y Game Boy.
- Juegos inéditos para NES, Famicom Disk System, Game Boy y Game Boy Color.

### Juegos con código fuente o activos filtrados

#### Super Nintendo
- BS Zelda no Densetsu
- F-Zero
- The Legend of Zelda: A Link to the Past
- Pilotwings
- SimCity
- Star Fox
- Star Fox 2
- Super Mario All-Stars
- Super Mario Kart
- Super Mario World
- Super Mario World 2: Yoshi's Island
- Stunt Race FX
- Yoshi's Cookie
- Yoshi's Safari

#### Nintendo 64
- 1080° Snowboarding
- Animal Crossing
- Dr. Mario 64
- F-Zero X
- NBA Courtside 2: Featuring Kobe Bryant
- The Legend of Zelda: Ocarina of Time
- The Legend of Zelda: Majora's Mask
- Mario Kart 64
- Star Fox 64
- Super Mario 64
- Wave Race 64
- Yoshi's Story

#### Game Boy and Game Boy Color
- Pokémon Red and Blue
- Pokémon Yellow
- Pokémon Gold and Silver
- Pokémon Crystal
- The Legend of Zelda: Link's Awakening DX

#### Game Boy Advance
- F-Zero: Maximum Velocity
- Pokémon rojo fuego y Pokémon verde hoja
- Pokémon Rubí y Pokémon Zafiro
- Pokémon Emerald
- Super Mario Advance
- Wario Land 4

#### Nintendo DS
- New Super Mario Bros.
- Pokémon Diamond and Pearl
- Pokémon Platinum

#### Nintendo 3DS
- Pokémon Sol y Pokémon Luna
- Pokémon ultrasol y Pokémon ultraluna
- Pokémon X y Pokémon Y

#### Firmware
- Nintendo 64
- Game Boy Color
- GameCube
- iQue Box (cancelado)
- Game Boy Advance
- iQue Player
- iQue NetCard (cancelado)
- Nintendo DS
- Wii
- Nintendo DSi
- Nintendo 3DS
- Wii U
- Nintendo Switch

### Prototipos y materiales de desarrollo
Además del código fuente, la filtración de julio de 2020 incluyó una serie de prototipos de videojuegos, así como contenido recortado. Se descubrió el prototipo de Yoshi's Island que no presenta a Yoshi como protagonista; tiene el videojuego inédito llamado Super Donkey, sugiere que puede haber sido considerado como un nuevo juego de Donkey Kong antes de ser reutilizado para Yoshi. También se descubrieron los primeros sprites de varios juegos y primeras mapas, incluido Pilotwings cuando se conocía como Dragonfly.
Entre las revelaciones más notables estuvo el descubrimiento de un modelo 3D oficial de Luigi para Super Mario 64, lo que corroboró a los entrevistadores de los desarrolladores en el momento del lanzamiento del juego que tenían la intención de incluir a Luigi como un segundo personaje cooperativo, pero tuvieron que eliminar esta función porque para la fecha de lanzamiento del juego la cantidad de usuarios con 2 controles no hacia viable el esfuerzo de implementar el modo. Otro descubrimiento importante fueron los mapas de nivel destinados a un paquete de expansión 64DD inédito para The Legend of Zelda: Ocarina of Time. Estos diversos archivos de Zelda fueron ensamblados por fanáticos para recrear una mazmorra que originalmente solo se podía ver en capturas de pantalla previas al lanzamiento.
Las filtraciones incluían el software que era necesario para ejecutar el Workboy, un accesorio de Game Boy cancelado que habría agregado funciones de asistente digital personal a la portátil. Solo se sabía que existían dos prototipos del Workboy, y el software de la filtración se usó para verificar el funcionamiento de uno de los Workboys. En 2021, los fanáticos usaron el código fuente de Super Mario Advance para rastrear las muestras de audio utilizadas para componer la banda sonora de Super Mario World y recrearon la música como habría sonado antes de comprimirse para adaptarse a las limitaciones de SNES.

## Repercusión
Los periodistas de videojuegos notaron la magnitud de las filtraciones y las etiquetaron como significativas y sin precedentes. El periodista Alex Donaldson describió la filtración como "de proporciones bíblicas, rara vez escuchadas", mientras que Lucas White de Siliconera escribió que la filtración "podría ser una de las mayores filtraciones en la historia del medio".
Debido a que se filtró el código fuente de varias consolas de Nintendo, los periodistas han notado las diversas secuelas que podría tener la filtración. Gach escribió que la información filtrada "sería de gran interés para los entusiastas de la emulación, los mineros de datos y cualquiera que tenga curiosidad sobre" la historia de Nintendo. La información podría usarse para mejorar la precisión de los emuladores de consolas de Nintendo o crear sistemas de clones que funcionen de manera idéntica al hardware original. Tales acciones, sin embargo, serían ilegales, y los desarrolladores que las cometan podrían ser demandados por Nintendo. Por ejemplo, los desarrolladores de Dolphin, un emulador de GameCube y Wii, declararon que el uso de cualquiera de los códigos fuente filtrados conduciría al cierre inmediato del proyecto Dolphin. No obstante, se espera que los efectos financieros de la filtración en Nintendo sean mínimos, ya que el material filtrado tiene más de una década.
White y Sam Chandler de SamaGame sugirieron que las filtraciones serían importantes para los esfuerzos de preservación de los videojuegos. Algunos conservacionistas que han analizado los datos comentaron sobre la naturaleza meticulosa que utilizó Nintendo para guardar su trabajo anterior, un esfuerzo que deseaban que otras compañías de videojuegos usaran métodos similares, ya que ayudaría en gran medida a los esfuerzos de conservación. Sin embargo, estos conservacionistas plantearon cuestiones morales y éticas si podían usar los datos de las filtraciones de 2020 de manera legal sin conocer su fuente y legitimidad. Andrew Webster de The Verge encontró esta situación similar al hack de Sony Pictures de 2014, en el que se publicaron ilegalmente "todo tipo de detalles internos lascivos" sobre Sony Pictures.
Durante una reunión anual de accionistas en junio de 2022, se le preguntó a Nintendo sobre las filtraciones, así como a la compañía china de videojuegos iQue en relación con los rumores de que habían sido una fuente de filtraciones de información. En respuesta, el presidente de Nintendo, Shuntaro Furukawa, aseguró que estaban trabajando con expertos para hacer frente a las filtraciones de información al afirmar que habían "introducido la gestión de seguridad de la información", además de reconocer que la compañía continuaría avanzando en el mercado chino con la ayuda de Tencent. Después de la reunión, Nintendo publicó una declaración que aborda más su seguridad y una gestión más detallada de la seguridad de la información.